# Olaga hot enligt finsk lag
Olaga hot är ett brott enligt 25 kap. 7 § strafflagen i Finland:
Den som lyfter vapen mot någon eller på något annat sätt hotar någon med brott under sådana omständigheter att den hotade har grundad anledning att frukta för att hans egen eller någon annans personliga säkerhet eller egendom är i allvarlig fara skall, om strängare straff för gärningen inte stadgas på något annat ställe i lag, för «olaga hot» dömas till böter eller fängelse i högst två år.